# Xerofyt
Xerofyt er et ord af græsk oprindelse for en tørkeplante. Med det skal forstås en plante, som er tilpasset et liv i tørt klima, for eksempel ved at have vokslag eller hår på blade og stængler, eller ved at være en sukkulent.
Eksempler på dette er tørbundsplanter som lyng fra heden og marehalm fra klitterne. 
Øvrige eksempler er kaktus, sukkulenter og Sankt Hans-urt. 
Sådanne planter har nedsat transpiration på grund af fordampningsnedsættende tilpasninger, for eksempel tætte hår og tyk Kutikula (et voksagtigt lag, på bladenes overflade, som beskytter mod fordampning). Veludviklet styrkevæv forhindrer, at planten falder sammen ved lav saftspænding.